# (31848) Mikemattei
2000 EM21 (asteroide 31848) é um asteroide da cintura principal. Possui uma excentricidade de 0.16986430 e uma inclinação de 13.41076º.
Este asteroide foi descoberto no dia 3 de março de 2000 por CSS em Catalina.